# Rocha Peixoto
António Augusto da Rocha Peixoto (Póvoa de Varzim, 18 de maio de 1866 – Matosinhos, 2 de maio de 1909) foi um arqueólogo e etnólogo português. Tem uma biblioteca e uma escola secundária com o seu nome na Póvoa de Varzim.
Em 1885, juntamente com Gonçalves Coelho, Ricardo Severo, Fonseca Cardoso, Alexandre Braga, filho, Hamilton de Araújo, Guilherme Braga (filho), Augusto Nobre e Eduardo Arthayett fundou o Grémio "Oliveira Martins", que viria a ser o embrião da futura Sociedade Carlos Ribeiro, que editava a revista "Portugàlia", notável revista de estudos etnográficos, como até então não se havia feito no país. A revista veio mais tarde a contar com a colaboração de Adolfo Coelho, Albano Belino, Alberto Sampaio, António Augusto Gonçalves e outros notáveis, entre os quais se destacam os arqueólogos Martins Sarmento e Santos Rocha.
Em 1891, secretaria a «Revista de Portugal» fundada pelo seu conterrâneo Eça de Queirós e organizou o Gabinete de Mineralogia, Geologia e Paleontologia da Academia Politécnica do Porto (actual Universidade do Porto). Colaborou em outros jornais e revistas, nomeadamente nas revistas Era Nova (1880-1881) Serões (1901-1909), e dirigiu a Biblioteca Pública e Museu Municipal do Porto. Na sua terra natal fez trabalhos de arqueologia na cividade de Terroso e remodelou os paços do concelho. Duas semanas depois de morrer, o corpo foi transferido do cemitério de Agramonte no Porto para o da Póvoa.